# سالم الجمل
سالم جمعة الجمل لاعب كرة قدم سعودي لعب سابقاً في نادي العيون.